# Pochidia
Pochidia is een Roemeense gemeente in het district Vaslui.
Pochidia telt 1854 inwoners.